# Bernsfelden
Bernsfelden ist ein Ortsteil der Gemeinde Igersheim im Main-Tauber-Kreis mit 246 Einwohnern.

## Geographie
Zur ehemaligen Gemeinde Bernsfelden gehören das Dorf Bernsfelden (⊙), die Weiler Bowiesen (⊙) und Hagenhof (⊙), der Wohnplatz Ziegelhütte (⊙) sowie die abgegangenen Ortschaften Dächsenheim, Rötelsee, Schönbronn und möglicherweise Tückelhauser. Eine Besonderheit weist Bowiesen auf, das als Exklave ganz vom übrigen Gemeindegebiet abgegrenzt ist. Es ist nicht nur durch bayerisches Gebiet vom Hauptort getrennt, als ehemals württembergischer Ortsteil ist es auch vom ehemals badischen Ortsteil Vilchband der Gemeinde Wittighausen umschlossen.
Bernsfelden liegt am Rande des fruchtbaren Ochsenfurter Gaus und ist umgeben von Wäldern wie beispielsweise dem Lindach. Die Umgebung ist geprägt durch eine reichhaltige Fauna und Flora.

## Geschichte
Im Jahre 1277 wurde Bernsfelden erstmals urkundlich erwähnt. Am 1. Januar 1972 wurde Bernsfelden der Gemeinde Igersheim zugeteilt.

### Einwohnerentwicklung
Die Bevölkerung von Bernsfelden entwickelte sich wie folgt:
| Jahr | Gesamt |
| ---- | ------ |
| 1961 | 303    |
| 1970 | 298    |
| 2017 | 230    |

## Kultur und Sehenswürdigkeiten

### Bauwerke und Baudenkmale

#### Pfarrkirche St. Franziskus
In Bernsfelden befindet sich die neugotische Kirche St. Franziskus von 1887.

#### Höfe und Kalksteingebäude
Stattliche Bauernhöfe mit aus Kalkstein gebauten Gebäuden prägen den Ort. Die bayerische Grenze (Ortsteil Stalldorf der Gemeinde Riedenheim) reicht bis etwa 40 Meter an den östlichen Ortsrand heran.

### Wanderwege
Im „Lindach“-Wald gibt es einen Baumriesenpfad.

### Regelmäßige Veranstaltungen
(jeweils jährlich)
- Straßenfest
- Theateraufführung
- Dorfflohmarkt

## Wirtschaft und Infrastruktur

### Öffentliche Grundversorgung
Im Ort befindet sich eine Gaststätte. Das „Goldene Kreuz“ mit gutbürgerlich-fränkischer Küche wird seit 1905 von der Familie Mark betrieben. Darüber hinaus wird die Grundversorgung durch einen fahrenden Bäcker und Metzger ergänzt. Daneben gibt es einen Friseursalon und ein Bauelemente-Hersteller ist im Ort ansässig.

### Baugebiet
Der Ort verfügt über keine freien Bauplätze.

## Vereine
Folgende Vereine bestehen in Bernsfelden: ein Sportverein, zwei Turngruppen, ein Jugendclub, ein Theaterverein, ein Familienteam, ein Frauenbund und eine Freiwillige Feuerwehr.